# ذراع القرين (وشحة)

تعديل مصدري - تعديل

ذراع القرين هي إحدى قرى عزلة ضاعن بمديرية وشحة التابعة لمحافظة حجة، بلغ تعداد سكانها 367 نسمة حسب تعداد اليمن لعام 2004.